# يو إف سي 151
يو إف سي 151: جونز ضد هندرسون (بالإنجليزية: UFC 151: Jones vs. Henderson)‏ هو حدث لفنون القتال المختلطة كان من المقرر أن تُقيمه يو إف سي في 1 سبتمبر 2012، في مركز أحداث ماندالاي باي في لاس فيغاس، نيفادا، الولايات المتحدة. كان من المقرر أن يتصدره نزال على لقب بطولة يو إف سي لوزن خفيف الثقيل، بين البطل جون جونز وبطل برايد وسترايك فورس السابق دان هندرسون. ومع ذلك، تم إلغاء الحدث في 23 أغسطس، عندما أعلنت يو إف سي أن هندرسون غير قادر على القتال بسبب الإصابة، ورفض جونز خوض قتال بديل ضد المُنافس على لقب بطولة يو إف سي لوزن الوسط لفترة طويلة، شيل سونين.